# Корпоративный мессенджер
Корпоративный мессенджер — это программа или платформа для компьютера или мобильного телефона для мгновенного обмена сообщениями и материалами между сотрудниками предприятия. Помогает бизнесу систематизировать корпоративную коммуникацию и обеспечить максимально защищенное взаимодействие между сотрудниками и партнёрами.

## Функциональные возможности
Современные корпоративные мессенджеры (командные мессенджеры) — это программы для быстрого общения сотрудников в компании или внутри команды. Чаще всего включают в себя необходимые функции: классический мессенджер, обмен документами, голосовые звонки. Также есть возможность создавать отдельные каналы и групповые чаты для разных подразделений, проектных команд и т. д. Часть мессенджеров обладают возможностями для проведения видеоконференций и интегрирования чат-ботов для бизнеса. Почти все современные корпоративные мессенджеры могут быть интегрированы с другими облачными сервисами с различным функционалом (электронная почта, сервисы для проведения видеоконференций, управления проектами, задачами и бизнес-процессами).

## Безопасность
Крупные российские компании и ведомства стали запрещать использование публичных мессенджеров (WhatsApp, Viber, Telegram и другие) в рабочих целях после многочисленных утечек и взломов аккаунтов. В конце 2022 года был принят и подписан Федеральный закон № 584-ФЗ «О внесении изменений в Федеральный закон "Об информации, информационных технологиях и о защите информации"». Нормы закона вступили в силу 1 марта 2023 года. Согласно закону, банкам, финансовым организациям, органам власти, субъектам национальной платежной системы запрещено использовать иностранное программное обеспечение для передачи платежных документов, сведений, содержащих финансовые или персональные данные. Роскомнадзор РФ составил перечень иностранных мессенджеров, запрещенных к использованию для данных целей (в их число вошли WhatsApp, Telegram, Skype, Microsoft Teams). Таким образом, важным критерием при выборе корпоративного мессенджера для организаций, к которым применимы нормы закона, является страна происхождения. 
В корпоративных мессенджерах есть возможность контролировать безопасность и круг пользователей, у которых есть доступ к программе. Также корпоративный мессенджер можно разместить на собственных серверах компании, что позволит полностью контролировать его безопасность и доступность. Чаще всего в корпоративных мессенджерах применяется надежное E2EE-шифрование сообщений, аудио-информации и файлов, что обеспечивает приватность. При этом пользователь полностью контролирует мессенджер и его безопасность. 
Корпоративные мессенджеры бывают облачными и локальными.Облачные решения не соответствуют требованиям Информационной Безопасности многих компаний, но просты в установке и бесплатны. Локальные (в закрытой инфраструктуре) решения безопасны, но неудобство в ограничении коммуникации с пользователями только внутри одного сервера.

## Виды корпоративных мессенджеров
Федерация в корпоративном мессенджере — возможность межсерверной коммуникации (сотрудники разных филиалов, доверенные партнеры и клиенты). При этом информация остается только на корпоративном сервере. Федеративной структурой обладает отечественный мессенджер eXpress, который входит в Реестр российского ПО Минкомсвязи РФ.
Forbes выделил eXpress как корпоративный мессенджер с наибольшей долей на российском рынке (10%), а также как компанию с одним из самых сильных приростов пользователей на рынке (за 2022 год аудитория сервиса, по словам CEO eXpress Андрея Врацкого, выросла в четыре раза). В 2020 года РЖД начали внедрение российского корпоративного мессенджера еXpress, при помощи которого сотрудники могут общаться и проводить видеоконференции внутри компании и со сторонними организациями. В 2023 году eXpress пользуются свыше 114 000 сотрудников холдинга. Также eXpress пользуются свыше 100 000 сотрудников госкорпорации Росатом. 
MyChat построен по технологии клиент-сервер, что позволяет ему работать как в обычной локальной сети, так и в сети со сложной многоуровневой конфигурацией . MyChat использует криптографический протокол, что и Slack. Он был запущен в тестовом режиме одним из первых в 2013 году.
Slack позиционировал себя как убийца Skype и внутрикорпоративной электронной почты. Он был создан Стюартом Баттерфилдом одним из сооснователей фотохостинга Flickr. По сообщениям сайта РБК, с декабря 2018 года Slack стал деактивировать аккаунты пользователей, посетивших Крым. Впоследствии руководство разблокировала часть аккаунтов и принесла пользователям извинения.
В сентябре 2019 года компания Mail.ru Group представила свой корпоративный мессенджер VK Teams (ранее Myteam). Он доступен как в облачной версии, так и on-premises, для развертывания на серверах компании. Мессенджер от Mail.ru Group входит в реестр Отечественного ПО Минкомсвязи.
В марте 2022 года Slack объявил об ограничениях для российских компаний. Они включали в себя отключение рабочих пространств компаний, находящихся под санкциями, и перевод на бесплатный тариф всех остальных российских пользователей. Запреты и ограничения привели к активному росту рынка российских облачных мессенджеров, к примеру, в феврале 2022 появился мессенджер Пачка, который стал позиционировать себя как российская альтернатива Slack.
В конце 2022 разработчики из Тинькофф анонсировали собственный корпоративный мессенджер TiMe как альтернативу Slack, так как в бесплатной версии нельзя работать с большим количеством данных, которыми обмениваются в крупных компаниях. Мессенджер TiMe поддерживает автоматизацию бизнес-процессов и работу более чем 50 000 сотрудников разных подразделений. Мессенджер доступен для внешнего рынка в on-premises-версии.
В феврале 2024 года разработчик популярного корпоративного мессенджера Compass, объявила о публикации исходного кода своего продукта для развертывания on-premises. Это решение позволяет компаниям развернуть мессенджер на собственных серверах, обеспечивая полный контроль над данными и инфраструктурой. Публикация исходного кода Compass стала значительным шагом на пути к большей прозрачности и гибкости для корпоративных клиентов, заинтересованных в использовании надежного и безопасного инструмента для внутренней коммуникации.

## Цифровые помощники (чат-боты)
Чат-боты для бизнеса (цифровые собеседники) в рамках мессенджера позволяют автоматизировать рутинные процессы внутри компании: обеспечить согласование договоров, запросы аналитических отчетов и управление задачами сотрудников в один клик в одном интерфейсе. Это помогает упростить многие HR-процессы: заказ справок, согласование командировок и должностных инструкций, обучение персонала и проведение опросов.
На платформе eXpress доступны Smart Apps - единое окно доступа к корпоративным системам и сервисам компании. Для тех задач, где использование чат-бота менее целесообразно (например, заполнение форм или работа с документами), используется привычный вид мобильных приложений. Чат-боты используются там, где они целесообразнее (например, групповые чаты, опросы, корпоративный поиск).
Мессенджер VK Teams предоставляет подробное описание Bot API для создания корпоративных цифровых помощников и интеграций с внутренними системами компаний. 
На базе чат-бота можно автоматизировать первый этап подбора сотрудников на типовые должности: предоставить соискателям описание вакансии, провести анкетирование и отфильтровать список кандидатов по заданным критериям. Система позволяет создать интерактивную базу знаний для сотрудников, автоматизировать ИТ-поддержку, подключить планировщик командировок и обеспечить многие другие процессы.
Поддерживает интеграцию с публичными и облачными сервисами, внутренними информационными системами компании и автоматически синхронизируется с хранилищем Active Directory. Это позволяет ставить задачи, формировать и согласовать отчеты, запускать опросы среди сотрудников через единую платформу мессенджера.